# Municipio de Kensal (Dakota del Norte)
El municipio de Kensal (en inglés: Kensal Township) es un municipio ubicado en el condado de Stutsman en el estado estadounidense de Dakota del Norte. En el año 2010 tenía una población de 44 habitantes y una densidad poblacional de 0,49 personas por km².

## Geografía
El municipio de Kensal se encuentra ubicado en las coordenadas 47°16′41″N 98°48′21″O / 47.27806, -98.80583. Según la Oficina del Censo de los Estados Unidos, el municipio tiene una superficie total de 90.45 km², de la cual 83,42 km² corresponden a tierra firme y (7,77 %) 7,03 km² es agua.

## Demografía
Según el censo de 2010, había 44 personas residiendo en el municipio de Kensal. La densidad de población era de 0,49 hab./km². De los 44 habitantes, el municipio de Kensal estaba compuesto por el 100 % blancos. Del total de la población el 0 % eran hispanos o latinos de cualquier raza.